# Secolul al VII-lea

Mahomed-personalitatea secolului VII

Cuceririle musulmane au început cu unificarea Arabiei de catre Profetul Muhammad,din 622 . După moartea Profetului Muhammed in 632 , Islamul s-a extins dincolo de Peninsula Arabică în Califatul Rashidun (632-661), și Califatul Umayyad (661-750). Cucerirea Islamică a Persiei în secolul 7 a dus la căderea Imperiului Sassanid . Cucerite au fost  în cursul secolului al saptelea: Siria , Palestina , Armenia , Egipt , și Africa de Nord .
Imperiul Roman de Rasarit a continuat sa sufere  obstacole în timpul expansiunii rapide a Imperiului arab . Deși viața în țară s-a deteriorat, Constantinopol a  devenit cel mai mare oras bogat si in lume.
În Peninsula Iberică ,  a avut loc  Siglo de Concilios- Consiliile de Toledo .
Harșa  a unit nordul Indiei: republici  și state mici după căderea Imperiului Gupta , în secolul al saselea.
În China , dinastia Sui a fost înlocuita de  dinastia Tang , care a instituit bazele sale militare din Coreea in Asia Centrală , și a fost alături de imperiul arab mai târziu. Regatul Silla s-a aliat cu dinastiei Tang, a subjugat Baekje și invins Goguryeo,unind Peninsula Coreeană sub un singur conducător. Perioada Asuka a persistat în Japonia pe tot parcursul secolului al saptelea.

## Evenimente
- În fosta provincie Dacia, se încheie formarea poporului și a limbii române.
- Populația globului atinge cifra de 208 milioane.
- Sârbii albi ocupă vestul Peninsulei Balcanice, stabilindu-se în șase delimitări tribale.
- Bulgarii turcici se stabilesc în Balcani; se pun bazele Imperiului Bulgar.
- Variola se răspândește din India în Europa.

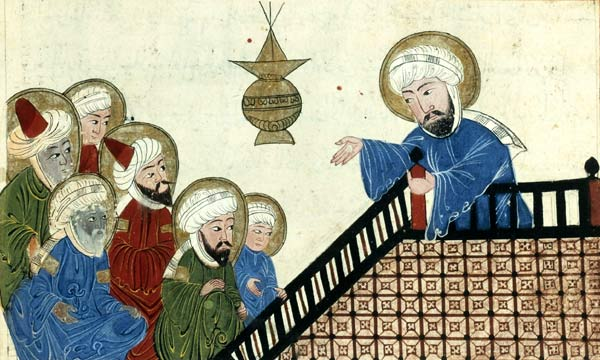

- 603 : Ultima mențiune a Senatului roman în Registrul gregorian . Aceasta menționează că Senatul a aclamat statuile împăratului Focas și împărăteasa Leontia .
- 606 : Bonifaciu este ales succesor papal la moartea Papei Sabinian . El a căutat și a obținut un decret de la împăratul bizantin Focas , care a declarat că "Fericitului Petru apostolul ar trebui să fie capul tuturor Bisericilor ". Aceasta a asigurat că titlul de "Episcop universal", a aparținut exclusiv Episcopul Romei .
- 610 : Heraclie ajunge cu corabia, din Africa de la Constantinopol , il răstoarnă de la tron pe Împăratul  Est-Roman Focas și devine împărat. Primul sau act major este de a schimba limba oficială a Imperiului Roman de Est de la latină la limba greacă (deja vorbita de  majoritatea populației).
- 615 :  Shahul Khosrau II jefuieste  Ierusalim , furand Crucea lui Iisus
- 615 : Pacal cel Mare devine rege al oraselor-state mayase din  Palenque
- 616 : Shah Chosroes al II-lea invadează Egiptul .
- 616 : Aethelfrith de Northumbria  ii infrange  pe  Welshi într-o bătălie de la Chester .
- 618: Împăratul Li Yuan pune bazele dinastiei Dinastiei Tang.
- 618 : Regatul Chenla este absorbit complet Funan .
- Guangzhou ,din  China, devine un important  port internațional:  călătorii maritime din Egipt, Africa de Est, Arabia, Persia, India, Sri Lanka, și Asia de Sud Est, care transporta inclusiv musulmani, evrei, hinduși și creștini nestorieni .
- 622: Începutul calendarului islamic (începutul erei islamice); are loc strămutarea (ar. هجرة :hiğra) profetului Muhammad de la Mecca la Yathrib (viitoare Medina).
- 623 : negustorul franc Samo ii sprijina pe slavii in lupta lor cu avarii, devine domnitor al primului stat slav cunoscut din Europa Centrală.
- 626 : Avarii si persii iau în comun cu asalt Constantinopolul, dar nu reușesc să-l captureze
- 627 : Împăratul Heraclie  ii invinge pe  persani,  razboaiele romano-persane sunt incheiate.
- 629 : Razboiul bizantin-arab începe. O mare parte a Imperiului Bizantin este cucerit de către arabi musulmani, condusi de Khalid ibn al-Walid .
- 629 - 630 : Campania împotriva împăratului Taizong Tujue de Est ,din China dinastiei Tang ,forțele conduse de  comandanți Li Jing și Shiji Li distrug  Hanatul Göktürk.
- 632: Încep cuceririle islamice.
- 635 - 649 : Alopen, un preot creștin persan introduce  creștinismul nestorian în China.
- 636 : În această perioadă ,Bătălia de la Al-Qādisiyyah a dus la o victorie decisivă pentru musulmani în cucerirea islamica din Persia , Imperiul Persan este cucerit de musulmani arabi , condus de Sad Ibn Waqqas Abi .
- 638 : Împăratul Taizong (627-649), emite un edict de toleranță universală a religiilor; creștini nestorieni construiesc o biserică în Chang'an .
- 638 : cucerirea musulmana din Palestina .
- 639 : cucerirea musulmana din Egipt și Armenia .
- 641 : perioada  coptica  se încheie atunci când Islamul este introdus în Egipt .
- 642: Biblioteca din Alexandria este distrusă din nou.
- 649 - 683 : împărat chinez Gaozong permite stabilirea mănăstirilor creștine în fiecare din cele 358 de prefecturi.
- 650 : Razboiul Khazar-arab  începe.
- 651 : Împăratul Yazdgerd III este ucis la Merv ,  se încheie  dinastia Sassanida în Persia (Iran ).
- 656 - 661 : primul război civil islamic .
- 657 : China dinastiei Tang sub împăratul Tang Gaozong  invinge  Kaganate turcice de Vest  .
- 658 : Doi calugari chinezi, Zhi Yu și Zhi,  reconstruiesc stravechiul car-busola-vehicul pentru Tenji împăratul Japoniei.
- 661 : Califul Ali ibn Abi Talib este asasinat. El este urmat de Hasan ibn Ali , dar a abdicat in favoarea califului  Muawiyah I.Se creeaza Califatul Umayyad .
- 663 : Dinastia Tang din China și regatul Silla   obtin victoria împotriva regatului coreean Baekje și  Yamato, aliații japonezi în  Bătălia navala de la Baekgang .
- 664: Orașul Kabul este cucerit de musulmani.
- 668 : sfârșitul Razboaielor Goguryeo-Tang ,  Goguryeo cade  la un atac comun de catre  Tang  și Silla
- 670 : În 670, o armată arab musulmana sub Uqba ibn Nafi a intrat în regiunea  Ifriqiya . În cele din urmă , cucerirea Africii de Nord a fost finalizată.
- 674: Primul asediu al Constantinopolului din partea trupelor arabe.
- 677: O mare parte a flotei arabe este distrusă cui ajutorul "focului grecesc".
- 680 : Bătălia de la Karbala a avut loc în apropierea Kufa , care a dus la uciderea lui Husayn ibn Ali și divizarea comunității musulmane. Bulgarii subjuga țara de azi- Bulgaria .
- 683 - 685 : al doilea război civil islamic .
- 688 : Împăratul Iustinian al II-lea al Imperiului Bizantin învinge  bulgarii .
- 690 : Consoarta imperiala Pro-budista Wu Zetian devine  imparateasa a Chinei
- 691: Budismul devine religia de stat în China.
- 694 :  Egica,Regele Hispano- vizigot acuza evreii de complicitate cu  musulmani , și ia  toți evreii in sclavie .
- 698 : Arabii  formeaza un imperiu ce se intinde din  Cartagina  pana la  hotarele Constantinopolului
- 698 : Incepe persecuția neoficiala anti-creștină în China
- 698 : Perioada Statelor de Nord  si de Sud  începe în Coreea .
- 700 : Muntele  vulcanic Edziza erupe în nordul British Columbia , Canada .

## Oameni importanți
- Mahomed (Mecca, cca. 570 - Medina, 632)
- Papa Grigorie cel Mare(cca. 540 - 604)
- Abu Bakr , primul calif al islamului
- Ælfflæd din Whitby
- Aethelbert , regele din Kent
- Æthelburg de Faremoutiers
- Æthelburg de Kent
- Æthelthryth
- Ali ibn Abi Talib ( 600 - 661 ), vărul lui Mahomed, al patrulea calif
- Anna din Anglia de Est
- Antara Ibn Shaddad ,  poet Arab
- Archont cel Necunoscut
- Asparuh - Khan a bulgarilor
- Sfantul Asaph
- Augustin Eriugena , om de știință irlandez
- Bertha de Kent
- Brahmagupta , matematician indian
- Caedmon , poetul englez
- Cenn Fáelad mac Aillila , savant irlandez
- Sfântul Cuthbert
- Dae Jo-Yeong , fondatorul Balhae
- Eanflæd
- Împăratul Taizong din Tang , China
- Împăratul Gaozong de Tang , China
- Cambandar , poet indian
- Heraclius -împărat a Bizanțului
- Hereswitha
- Hilda din Whitby
- Huineng , (638-713),  ultimul patriarh al  budismului Chan
- Isaac din Ninive-teolog nestorian
- Khalid ibn al-Walid ( 592 - 642 ), comandant musulman arab militar
- Li Jing ,general
- Li Shiji , general, și mai târziu prim-ministru
- Narasimha Pallava
- Pacal cel Mare
- Pulakesi al II-lea
- Rædwald din Anglia de Est
- Seaxburh de Ely
- Sigeberht din Anglia de Est
- Su Dingfang ,  general
- Împăratul Taizong din Tang ( 599 - 649 AD), China
- Tirunavukkarasar , poet indian
- Umar , al doilea calif al islamului
- Uthman , al treilea calif al islamului
- Withburga
- Wu Zetian , singura femeie din istoria Chinei care si-a asumat titlul de împărăteasa
- Yeon Gaesomun

## Invenții, descoperiri
- Chatrang-predecesorul sahului
- 610 - 632: peria de dinți în Arabia
- 618 - 700: porțelanul în China
- 618 - 907: ventilator acționat prin forța apei în China
- 634 - 644: moară de vânt la Umar
- 673: focul grecesc (Callinic din Heliopolis)
- 673: aruncător de flăcări în Siria

## Decenii și ani
| Anii 590 | 590 | 591 | 592 | 593 | 594 | 595 | 596 | 597 | 598 | 599 |
| Anii 600 | 600 | 601 | 602 | 603 | 604 | 605 | 606 | 607 | 608 | 609 |
| Anii 610 | 610 | 611 | 612 | 613 | 614 | 615 | 616 | 617 | 618 | 619 |
| Anii 620 | 620 | 621 | 622 | 623 | 624 | 625 | 626 | 627 | 628 | 629 |
| Anii 630 | 630 | 631 | 632 | 633 | 634 | 635 | 636 | 637 | 638 | 639 |
| Anii 640 | 640 | 641 | 642 | 643 | 644 | 645 | 646 | 647 | 648 | 649 |
| Anii 650 | 650 | 651 | 652 | 653 | 654 | 655 | 656 | 657 | 658 | 659 |
| Anii 660 | 660 | 661 | 662 | 663 | 664 | 665 | 666 | 667 | 668 | 669 |
| Anii 670 | 670 | 671 | 672 | 673 | 674 | 675 | 676 | 677 | 678 | 679 |
| Anii 680 | 680 | 681 | 682 | 683 | 684 | 685 | 686 | 687 | 688 | 689 |
| Anii 690 | 690 | 691 | 692 | 693 | 694 | 695 | 696 | 697 | 698 | 699 |
| Anii 700 | 700 | 701 | 702 | 703 | 704 | 705 | 706 | 707 | 708 | 709 |